# 非惯性参考系

图 1 .相对于另一个参考系（S）旋转的参考系 (S')

在牛顿力学中，非惯性参考系是指在仅考虑实际力（而非虚拟力）时，不遵守牛顿运动定律的参考系。给定一个惯性参考系，当第二个参考系相对于第一个参考系描述了一个加速运动时，第二个参考系便是非惯性的。非惯性参考系的加速度可以由以下原因引起：
- 其平移速度的大小发生变化（线性加速度）。
- 其平移速度的方向发生变化（例如围绕惯性参考系的旋转运动）。
- 自身的旋转运动（见图1）。
- 上述几种情况的组合。

例如，地球上固定坐标系中的非惯性参考系可以视作一个例子，在该参考系中，物体的运动是相对于地球表面上正在旋转的点进行测量的。
位于非惯性参考系中的观察者需要引入虚拟力（例如科里奥利力或離心力）来解释相对于该参考系的运动。这些力并非真正存在，因为它们并非由与其他物体的相互作用直接引起，但为了根据牛顿定律解释现象，必须引入这些力。
因此，可以通过观察一个参考系是否违反牛顿定律来判断它是否是非惯性的。例如，地球自转通过傅科摆上引力矢量的旋转表现出来，导致摆的摆动平面相对于周围环境发生变化。
严格来说，可以认为惯性参考系并不存在，或者至少在我们的环境中并不存在，因为地球既绕自转轴自转，又绕太阳运动，而太阳又绕银河系中心运动。然而，为了简化问题，通常我们会将实际并非惯性参考系的系统视作惯性参考系，只要所犯的误差在可接受范围内。因此，对于许多问题来说，通常会将地球表面视为惯性参考系。

## 非惯性参考系的示例

### 示例 1：圆周运动
考虑一个以角速度{\displaystyle {\vec {\omega }}}旋转的旋转平台，如图2所示。

图2 .圆周运动

位于非惯性参考系（O'，x'，y'，z'）中的观察者会发现，物体趋向于平台的外侧，沿径向方向运动。为了使物体保持在平台上，观察者将物体用绳子固定在平台中心的垂直杆上。观察者测量绳子的张力（图2中的T），并通过一股与张力大小相同但方向相反的力来解释该张力，这股力即为離心力（图2中的{\displaystyle F_{f}}）。
然而，对于位于惯性参考系（O，x，y，z）中的观察者，物体在平台上的运动仅受绳子的张力影响（假设没有与平台的摩擦力）。绳子的张力提供了向心加速度（大小为{\displaystyle \omega ^{2}\cdot R}），使得物体沿圆周轨迹运动，而不是沿直线运动，这符合牛顿定律。
因此，只有位于非惯性参考系中的观察者需要引入虚拟力来解释物体的运动。

### 示例 2：电梯

图3 .参考系（O, x, y）将被视为惯性参考系，而（O, x', y'）将被视为非惯性参考系。

假设一个电梯以加速度a′（{\displaystyle a'<g}）下降，如图3所示，且参考系为惯性参考系。位于电梯内部的观察者没有外部参考点，会认为自己处在地球重力场中的惯性参考系内。观察者放下一个质量为 {\displaystyle m}的物体，从高度{\displaystyle h}处自由下落，并在电梯内的参考系中观察物体的运动。

观察者假设物体仅受到重力加速度的影响，因此物体的位置将是时间的函数，按照匀加速运动的公式给出：
当物体到达电梯地板时（y=0）：
由此可以得到物体下落所需的时间：
然而，观察者测量的时间比上述公式给出的时间要长。因此，物体的加速度必须小于重力加速度。为了说明这一点，观察者认为一定有另一种力（虚拟力）与物体的运动相对抗，因此：
其中{\displaystyle a}为观察者所测得的物体加速度。

因此，正确的时间表达式应为：

图4 .电梯加速度的影响使得物体的重力表现为比实际重力更小的值。

对于位于惯性参考系中的观察者，则不需要引入任何虚拟力来解释物体的运动。电梯地板的位置为：
物体的位置为：
当物体到达电梯地板时，物体的位置和电梯地板的位置重合，{\displaystyle y_{a}=y_{m}}，因此有：
由此得出：
这一表达式与在非惯性参考系中使用虚拟力所得到的时间一致。

此外，如果将已知质量放置在电梯地板上的秤上，观察者会发现天平显示的重量小于物体的实际重量。天平测得的物体的“表观重量”将是物体真实重量减去虚拟力（如图4所示）。即：
类似的推理可以应用于电梯{\displaystyle a'}上升的情况，唯一的区别是虚拟力的方向与下降时相反，指向下方。

## 牛顿力学中的形式推导

图5 .参考系

设S和S'是如图5所示的两个参考系。假设S是一个固定的参考系，而S'是一个相对于S具有加速度的非惯性参考系（包括平移和/或旋转）。
可以证明，任意向量{\displaystyle \,{\vec {b}}\,}在这两个参考系S和S'中的时间导数之间，通过以下公式相关：
{\displaystyle \left[{\frac {d{\vec {b}}}{dt}}\right]_{S}=\left[{\frac {d{\vec {b}}}{dt}}\right]_{S'}+{\vec {\omega }}_{S'|S}\times {\vec {b}}}（1）
S'的下标表示对哪个参考系进行导数运算，{\displaystyle {\vec {\omega }}_{S'|S}}是参考系S'相对于参考系S的角速度。
公式（1）将帮助我们推导出关于非惯性参考系S'的牛顿第二定律。接下来我们将进行这个推导。

图6 .物体在两个参考系中的位置

设质量为m的物体，分别位于参考系S和S'中，如图6所示。位置矢量之间通过以下方程关联：

{\displaystyle {\vec {r}}={\vec {r\,'}}+{\vec {r}}_{O'}}
(2)

对方程（2）关于时间求导并应用公式（1），我们得到：
{\displaystyle \left[{\frac {d{\vec {r}}}{dt}}\right]_{S}=\left[{\frac {d{\vec {r\,'}}}{dt}}\right]_{S}+\left[{\frac {d{\vec {r}}_{O'}}{dt}}\right]_{S}=\left[{\frac {d{\vec {r\,'}}}{dt}}\right]_{S'}+{\vec {\omega }}_{S'|S}\times {\vec {r\,'}}+\left[{\frac {d{\vec {r}}_{O'}}{dt}}\right]_{S}}

该式也可以写为速度之间的关系：

{\displaystyle {\vec {v}}={\vec {v\,'}}+{\vec {\omega }}_{S'|S}\times {\vec {r\,'}}+{\vec {v}}_{O'}}
(4)

继续对其进行求导，并再次应用公式（1），我们得到：
{\displaystyle \left[{\frac {d{\vec {v}}}{dt}}\right]_{S}=\left[{\frac {d{\vec {v\,'}}}{dt}}\right]_{S}+\;{\frac {d{\vec {\omega }}_{S'|S}}{dt}}\times {\vec {r\,'}}\;+\;{\vec {\omega }}_{S'|S}\times \left[{\frac {d{\vec {r\,'}}}{dt}}\right]_{S}+\left[{\frac {d{\vec {v}}_{O'}}{dt}}\right]_{S}}{\displaystyle =\left[{\frac {d{\vec {v\,'}}}{dt}}\right]_{S'}+\;{\vec {\omega }}_{S'|S}\times {\vec {v\,'}}\;+\;{\frac {d{\vec {\omega }}_{S'|S}}{dt}}\times {\vec {r\,'}}\;+\;{\vec {\omega }}_{S'|S}\times \left(\left[{\frac {d{\vec {r\,'}}}{dt}}\right]_{S'}+{\vec {\omega }}_{S'|S}\times {\vec {r\,'}}\right)+\left[{\frac {d{\vec {v}}_{O'}}{dt}}\right]_{S}}

该式可重写为：

{\displaystyle {\vec {a}}={\vec {a\,'}}+2\;{\vec {\omega }}_{S'|S}\times {\vec {v\,'}}+{\vec {\alpha }}\times {\vec {r\,'}}+{\vec {\omega }}_{S'|S}\times \left({\vec {\omega }}_{S'|S}\times {\vec {r\,'}}\right)+{\vec {a}}_{O'}}

由此，非惯性参考系中物体的加速度为：

{\displaystyle {\vec {a\,'}}={\vec {a}}-2\;{\vec {\omega }}_{S'|S}\times {\vec {v\,'}}-{\vec {\alpha }}\times {\vec {r\,'}}-{\vec {\omega }}_{S'|S}\times \left({\vec {\omega }}_{S'|S}\times {\vec {r\,'}}\right)-{\vec {a}}_{O'}}
(5)

通过质量乘积，最终得到非惯性参考系中的牛顿第二定律：

{\displaystyle {\vec {F'}}=m{\vec {a\,'}}=m{\vec {a}}-2m\;{\vec {\omega }}_{S'|S}\times {\vec {v\,'}}-m{\vec {\omega }}_{S'|S}\times \left({\vec {\omega }}_{S'|S}\times {\vec {r\,'}}\right)-m{\vec {\alpha }}\times {\vec {r\,'}}-m{\vec {a}}_{O'}}
(6)

另一方面，惯性参考系中的牛顿第二定律为：

{\displaystyle {\vec {F}}=m{\vec {a}}}
(7)

比较公式（6）和（7）可见，在非惯性参考系中出现了四个项，这些项被称为虚拟力，因为它们并不是由物体与其他物体的相互作用引起的：
1. {\displaystyle -2m\;{\vec {\omega }}_{S'|S}\times {\vec {v\,'}}}称为科里奥利力。
2. {\displaystyle -m{\vec {\omega }}_{S'|S}\times \left({\vec {\omega }}_{S'|S}\times {\vec {r\,'}}\right)}称为離心力。
3. {\displaystyle -m{\vec {\alpha }}\times {\vec {r\,'}}}是一种仅在具有角加速度的系统中出现的力。
4. {\displaystyle -m{\vec {a}}_{O'}}是由S'的原点相对于S的加速度引起。

这四个项的符号均为负，表示这些加速度是对应于以 O' 为中心的S'系统相对于以 O 为中心的惯性参考系S所受的加速度。虚拟力补偿了这些加速度，确保S'相对于S的加速度。

## 相对论力学中的形式推导
相对论力学考虑在平坦时空或閔考斯基時空中运动的机械系统。在该理论中，任何可接受的坐標系都是有效的来表示运动。

然而，牛顿定律的简单推广在这些坐标系中并不适用，除非它们是伽利略坐标系，其中克里斯托费尔符号为零。对于任意参考系，相对论中的牛顿第二定律的等效形式为：

{\displaystyle m\left({\frac {d^{2}x^{\mu }}{d\tau ^{2}}}+\sum _{\sigma ,\nu }\Gamma _{\sigma \nu }^{\mu }{\frac {dx^{\sigma }}{d\tau }}{\frac {dx^{\nu }}{d\tau }}\right)=F^{\mu },}

其中：
{\displaystyle m\,}是粒子的质量，
{\displaystyle x^{\mu }\,}是粒子的坐标，
{\displaystyle \tau \,}是粒子的原時，
{\displaystyle \Gamma _{\sigma \nu }^{\mu }\,}是与坐标系统相关的克里斯托费尔符号，
{\displaystyle F^{\mu }\,}是作用在粒子上的四維矢量。

在惯性参考系中，由于{\displaystyle \Gamma _{\sigma \nu }^{\mu }=0}，得到：

{\displaystyle m{\frac {d^{2}x^{\mu }}{d\tau ^{2}}}=F^{\mu },}

这与牛顿第二定律的形式相同。